# Tony Cárdenas
Antonio Cárdenas (Los Ángeles, 31 de marzo de 1963) es un político estadounidense del Partido Demócrata, que se desempeña como miembro de la Cámara de Representantes de los Estados Unidos por el 29.º distrito congresional de California desde enero de 2013. Fue anteriormente miembro del Concejo Municipal de Los Ángeles y miembro de la Asamblea Estatal de California por tres períodos consecutivos.

## Biografía

### Primeros años y educación
Nació el 31 de marzo de 1963 en Pacoima (Los Ángeles). Es uno de los 11 hijos de Andrés Cárdenas y María Quezada, quienes emigraron a Estados Unidos poco después de casarse en Jalisco (México) en 1946.
Obtuvo un título en ingeniería eléctrica de la Universidad de California en Santa Bárbara en 1986.

### Carrera política
En 1996, se postuló para el distrito 39 de la Asamblea Estatal de California después de que el titular demócrata Richard Katz decidiera no postularse para la reelección. Derrotó al republicano Ollie McCaulley por 72% a 28%. En 1998, ganó la reelección para un segundo mandato con el 87% de los votos. En 2000, ganó la reelección para un tercer mandato con el 78% de los votos.
En 2002, se postuló para el segundo distrito del Concejo Municipal de Los Ángeles. Wendy Greuel lo derrotó 50,4% a 49,6%, una diferencia de 225 votos. En 2003, se postuló para el sexto distrito del Concejo Municipal. Derrotó a José Roy García por 69% a 31%. En 2007, ganó la reelección para un segundo mandato con el 66% de los votos. En 2011, ganó la reelección para un tercer mandato con el 58% de los votos.
En 2012, decidió postularse por el 29.º distrito congresional de California recientemente rediseñado después de la redistribución de distritos. En las primarias abiertas de junio, ocupó el primer lugar con el 64% de los votos. El independiente David Hernández, presidente de la Cámara de Comercio de San Fernando, ocupó el segundo lugar con el 22% de los votos, calificando para las elecciones de noviembre. Richard Valdez ocupó el tercer lugar con el 14% de los votos. En las elecciones generales de noviembre, Cárdenas derrotó a Hernández 74% a 26%.
Es miembro del Caucus Hispano del Congreso.